# Drake (Dakota del Norte)
Drake es una ciudad ubicada en el condado de McHenry en el estado estadounidense de Dakota del Norte. En el censo de 2010 tenía una población de 275 habitantes y una densidad poblacional de 52,67 personas por km².

## Geografía
Drake se encuentra ubicada en las coordenadas 47°55′22″N 100°22′28″O / 47.92278, -100.37444. Según la Oficina del Censo de los Estados Unidos, Drake tiene una superficie total de 5.22 km², de la cual 5.1 km² corresponden a tierra firme y (2.33%) 0.12 km² es agua.

## Demografía
Según el censo de 2010, había 275 personas residiendo en Drake. La densidad de población era de 52,67 hab./km². De los 275 habitantes, Drake estaba compuesto por el 97.82% blancos, el 0% eran afroamericanos, el 0.36% eran amerindios, el 0% eran asiáticos, el 0% eran isleños del Pacífico, el 0% eran de otras razas y el 1.82% pertenecían a dos o más razas. Del total de la población el 2.55% eran hispanos o latinos de cualquier raza.